# Richard Dilo
Richard Dilo (* 13. Oktober 1922; † 14. Juni 1988) war ein deutscher Unternehmer. Er leitete die Oskar Dilo Maschinenfabrik KG in Eberbach und erlangte vor allem aufgrund seiner Patente im Bereich der Nadelvliestechnik internationale Bedeutung.

## Leben
Er war der Sohn des Maschinenbauers Oskar Dilo und besuchte das Realgymnasium in seiner Heimatstadt Eberbach, danach absolvierte er im väterlichen Betrieb eine Ausbildung zum Maschinenbauer. Im Zweiten Weltkrieg geriet er in Kriegsgefangenschaft, die er unter anderem in Texas und Frankreich verbrachte, wo er sich in Mechanik und Fremdsprachen weiterbildete. 1948 kehrte er nach Eberbach zurück und baute den Kleinbetrieb des Vaters zu einem exportorientierten Großunternehmen aus. Mit einem Werksneubau begründete er zu Beginn der 1960er Jahre die gewerbliche Erschließung des Ittertals.
Außer seiner Firma hat er sich auch dem Segelflug im Neckartal gewidmet und war von 1954 bis 1966 erster Vorsitzender, danach Ehrenvorsitzender des Segelflieger Clubs Eberbach. Von 1971 bis 1975 gehörte er außerdem dem Eberbacher Gemeinderat an.
Familie: Ehefrau Liane Dilo, geb. Dietz, 3. Juli 1930, Malerin; Söhne: Thomas Richard Dilo M.A., geb. 7. Juni 1950, Redakteur i. R.; Johann Philipp Dilo, Dipl.-Ing., geb. 22. Juli 1953, Unternehmer, Nachfolger von Richard Dilo; Adrian Felix Dilo, Dipl.-Phys., 12. Juni 1959.
Richard Dilo verstarb 1988 im Alter von 65 Jahren.

## Werk
Dilo gilt als Pionier der Nadelvliestechnik. Er erfand das Rundvernadlungsverfahren RONTEX für naht- und endlose Filterschläuche und das BELTEX-Verfahren für Papiermacherfilze. Mit seinen Verfahren DI-LOOP, DI-LOFT und DI-LOUR begründete er die Industrie der strukturierten Nadelvliesstoffe, die heute als Bodenbeläge und zur Automobilauskleidung weite Verbreitung finden. Er besaß zahlreiche nationale und internationale Patente.